# 薩洛蒙·奧古斯特·安德烈
薩洛蒙·奧古斯特·安德烈（瑞典語：Salomon August Andrée，1854年10月18日—1897年10月），简称S·A·安德烈（S. A. Andrée），十九世纪瑞典探险家。